# حكومة الحسن الثاني الأولى
حكومة الحسن الثاني الأولى هي الحكومة السادسة للمملكة المغربية منذ استقلالها عام 1955. تشكلت يوم 26 فبراير 1961 وحُلت يوم 2 يونيو 1961.

## التركيبة
رئيس المجلس: الملك الحسن الثاني
وزير الشؤون الخارجية: إدريس محمدي
وزير الداخلية: البكاي بن مبارك لهبيل
وزير الاقتصاد الوطني والمالية: محمد الدويري
وزير التربية الوطنية: عبد الكريم بنجلون
وزير الوظيفة العمومية والإصلاح الإداري: امحمد بوستة
وزير الأشغال العمومية: عبد الرحمان بنعبد العالي
وزير التجارة والصناعة العصرية والصناعة التقليدية والمناجم والملاحة التجارية: إدريس السلاوي
وزير التشغيل والشؤون الاجتماعية: عبد الكريم الخطيب
وزير الإعلام والسياحة: مولاي أحمد العلوي
وزير الصحة العمومية: يوسف بلعباس
وزير البريد والمواصلات السلكية واللاسلكية: محمد الشرقاوي